# Reggenza di Bandung Occidentale
La Reggenza di Bandung Occidentale (in indonesiano Kabupaten Bandung Barat) è una reggenza (kabupaten) dell'Indonesia situata nella provincia di Giava Occidentale.